# Трес-Фронтерас

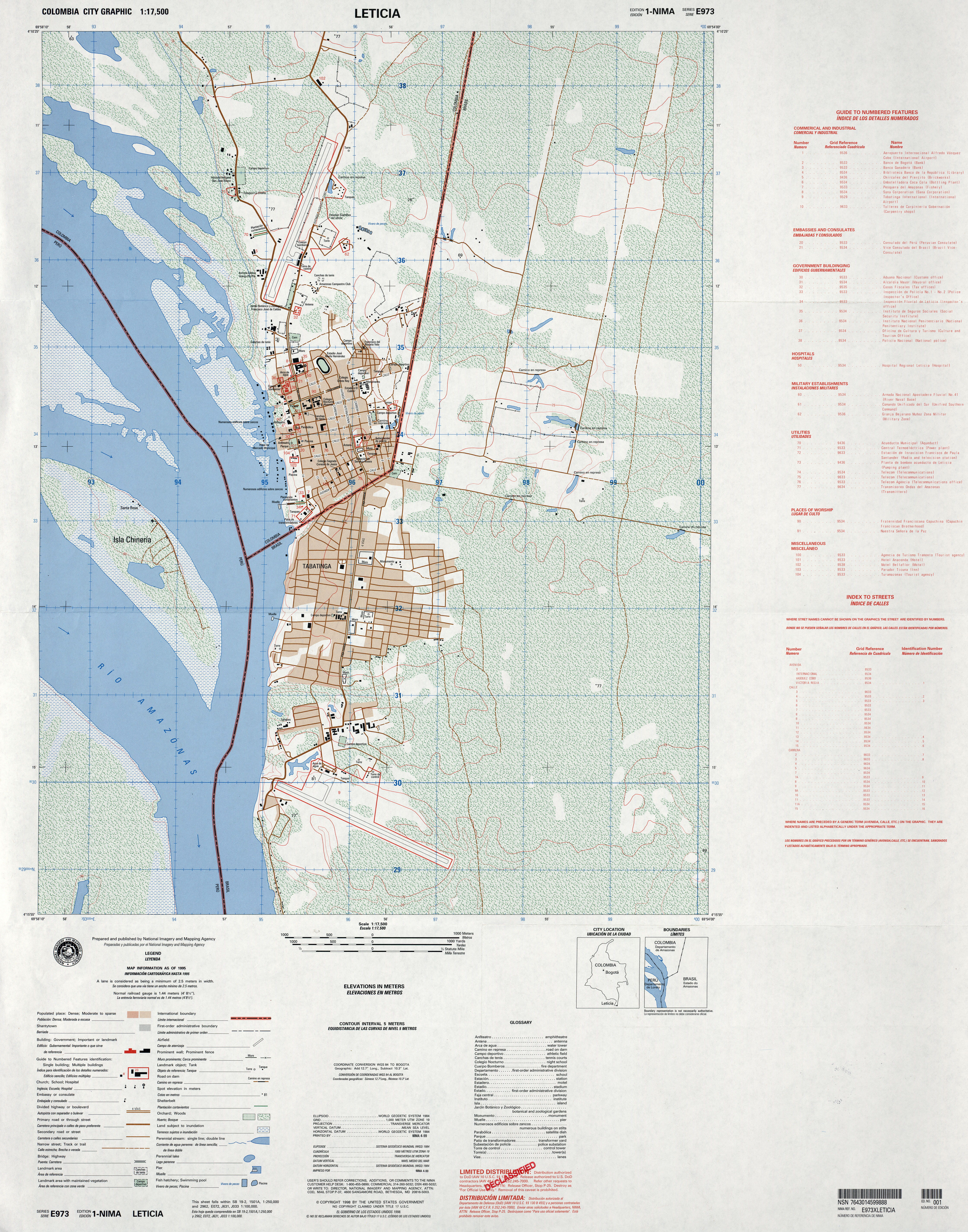
Карта околиць прикордонного стику

Трес-Фронтерас (ісп. Tres Fronteras, порт. Três Fronteiras) — прикордонний стик, в якому сходяться кордони Бразилії, Перу і Колумбії.
Розташований в руслі річки Солімойнс (верхня частина Амазонки).
Міста поряд: Табатінга, Санта-Роса-де-Яварі и Летісія.